# Rzeszowiacy
Rzeszowiacy – grupa etnograficzna ludności polskiej zamieszkująca obszar u podnóża Kotliny Sandomierskiej, okolice miast: Łańcut, Przeworsk, Ropczyce, Rzeszów. Jest to ludność pogranicza kulturowego, stanowiąca bezpośrednie przedłużenie na wschód grup małopolskich. Jednakże Rzeszowiacy rozwinęli własną odrębność kulturową.
Rzeszowiacy stanowią od dawna osiadłą ludność polską zachodniej części dawnego województwa ruskiego. Od zachodu zaznacza się bardzo wyraźna granica etnograficzna między Rzeszowiakami a Sandomierzanami, która prawie w całości pokrywała się z granicą dawnych województw sandomierskiego i ruskiego. Jan Stanisław Bystroń twórca określenia tej grupy wskazywał, że nazwa Rzeszowiacy jest może zbyt lokalna, jednak ogólniejszej nie znaleziono.

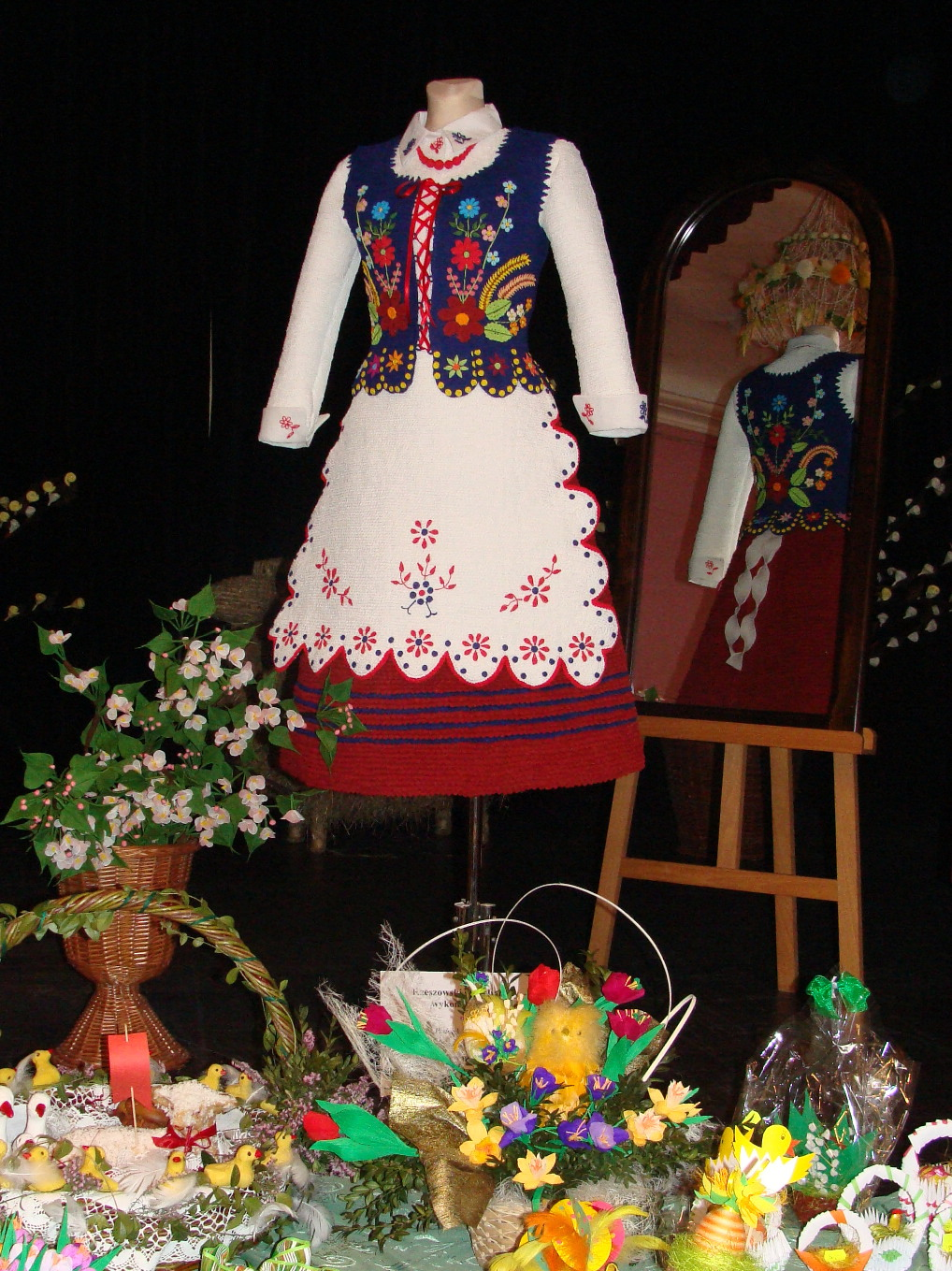
Współczesny strój ludowy Rzeszowianki, wystawa w Domu Górnika, Sanok.

Na początku XX wieku grupa charakteryzowała się tradycyjnym strojem ludowym, gwarą i rzemiosłem oraz przede wszystkim bogatą i częstokroć monumentalną architekturą domów konstrukcji przysłupowej.

## Historia
W roku 1582 kronikarz Maciej Stryjkowski napisał m.in., że niemieccy chłopi osadzeni pod Przeworskiem, Przemyślem, Sanokiem, i Jarosławiem są „dobrymi rolnikami”. Pięćdziesiąt lat później, roku 1632 podobną opinię wyraził Szymon Starowolski w dziele Polonia: 

Następnie idzie Łańcut (...) i Rzeszów (...); mleka tu i płócien lnianych wielka jest zwykle obfitość, ponieważ wioski na całym tym obszarze zamieszkują potomkowie niemieckiego plemienia, wzięci na jakiejś wojnie przez Kazimierza Wielkiego, króla Polski, lub sprowadzeni z Saksonii, z dziećmi i żonami, aż w te okolice. Ci przeto o bydło i uprawę lnu troszczą się wielce i w porze jarmarków tak do innych okolicznych miast wymieniane towary zwożą na sprzedaż, jak przede wszystkim do Rzeszowa i Jarosławia 